# Mutsuhiko Nomura
 (juin 2025).
Si vous disposez d'ouvrages ou d'articles de référence ou si vous connaissez des sites web de qualité traitant du thème abordé ici, merci de compléter l'article en donnant les références utiles à sa vérifiabilité et en les liant à la section « Notes et références ».
Mutsuhiko Nomura (野村 六彦, Nomura Mutsuhiko), né le 10 février 1940 à Hiroshima) est un ancien joueur et entraîneur de football japonais, qui évoluait au poste de milieu offensif.

## Palmarès

### Club
- Championnat du Japon - 1 (1972)
- Coupe de la Ligue du Japon - 1 (1976)

### Individuel
- Meilleur buteur du championnat du Japon - 1 (1965)
- Meilleur joueur japonais de l'année - 1 (1972)